# Zămoșiță de Siria
Zămoșița de Siria (Hibiscus syriacus), sau hibiscusul de grădină aparține genului Hibiscus din familia Malvaceae A. L. Juss. Este o specie exotică, originară din Asia Mică, India, China, folosită frecvent ca plantă lemnoasă decorativă, mai ales în regiunile cu climă caldă, deși rezistă bine până în regiunile montane, înflorește însă mai puțin bogat și suferă de înghețuri timpurii.
Este foarte mult apreciat ca arbust ornamental, mai ales pentru florile sale mari, ce apar îndelungat, până la sfârșitul verii. Prezintă numeroase forme cu flori variat colorate, de la albe la violet-închise.

## Poze

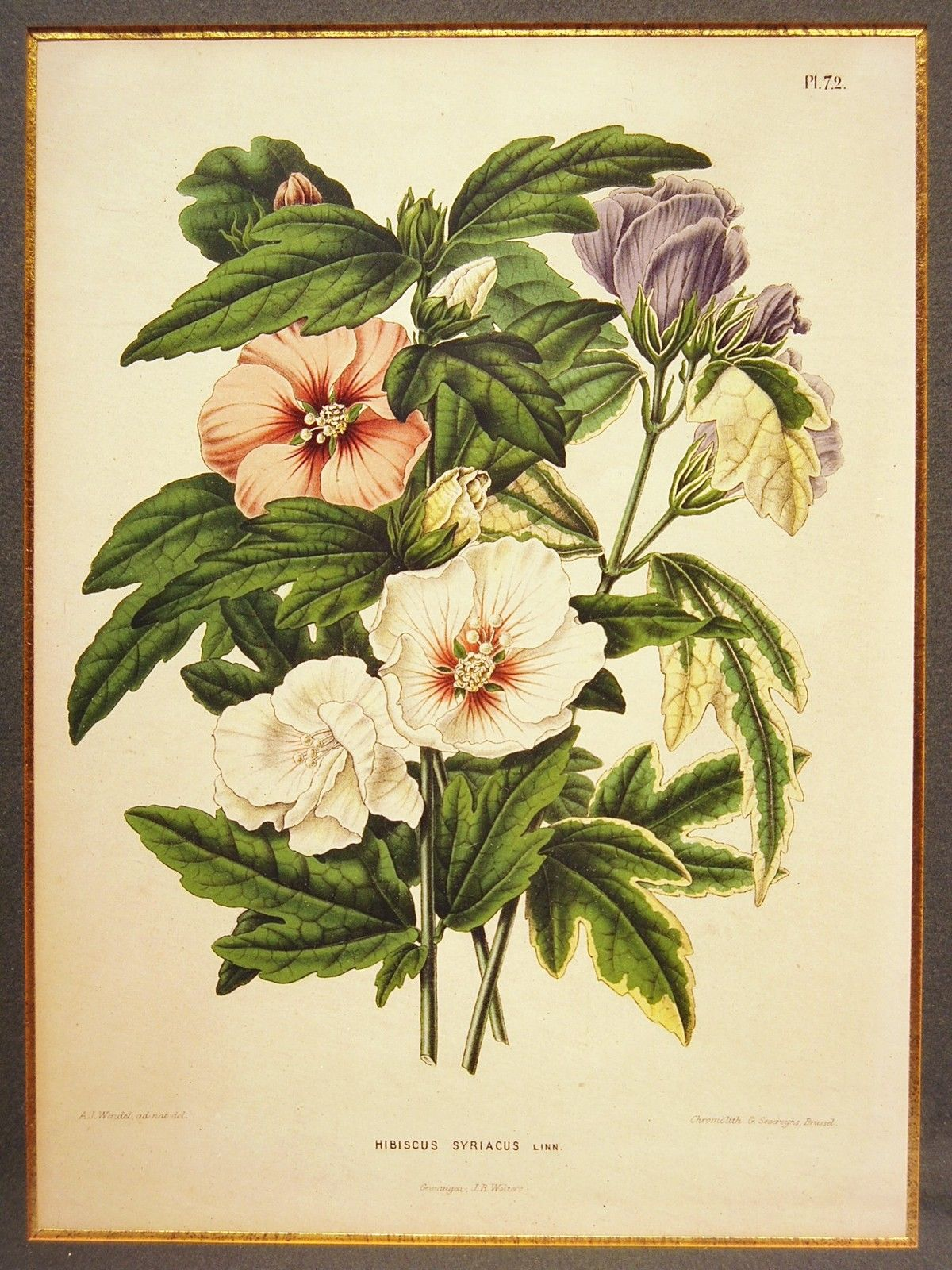
Ilustrație
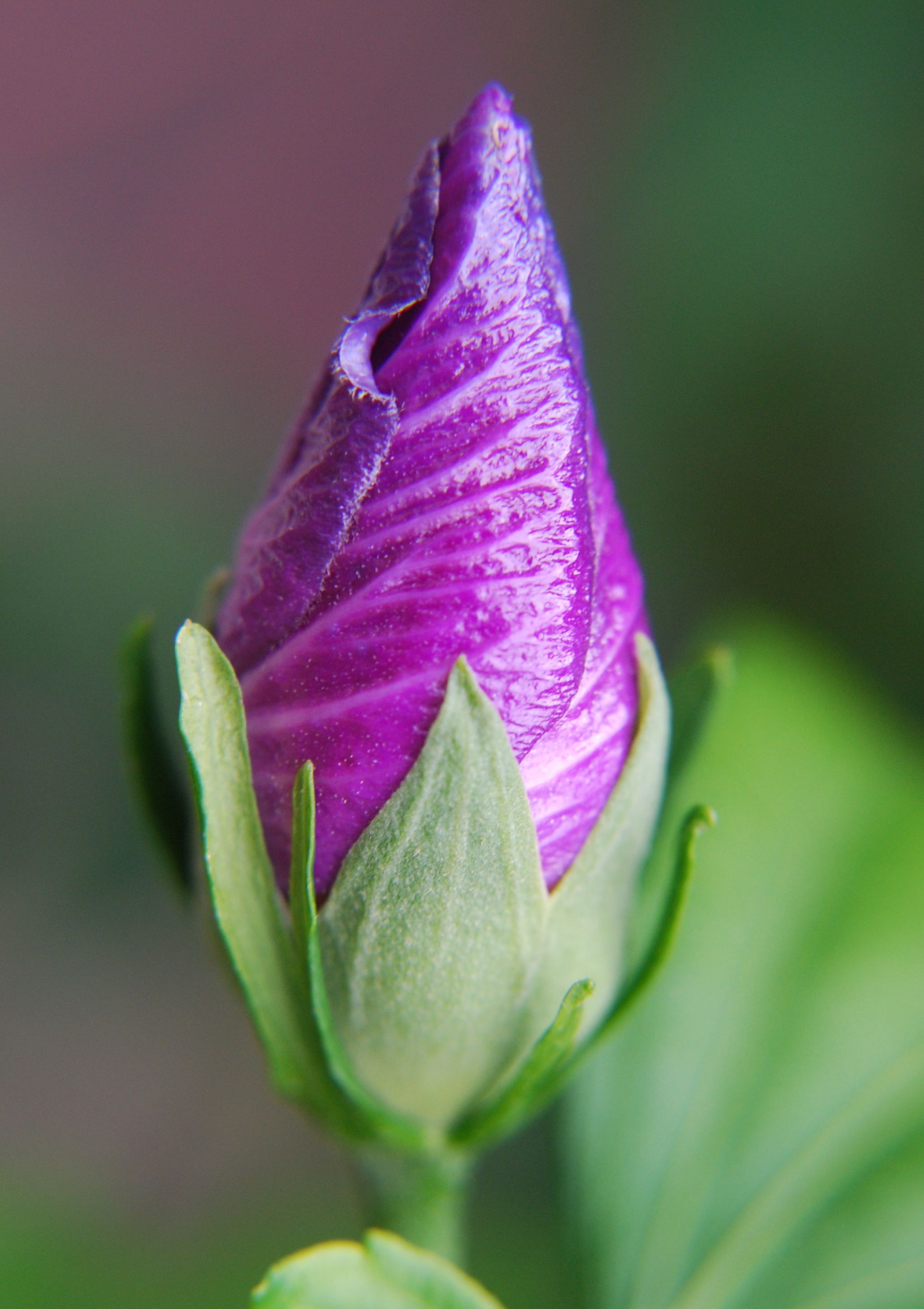
Mugure cu puțin înainte de înflorit
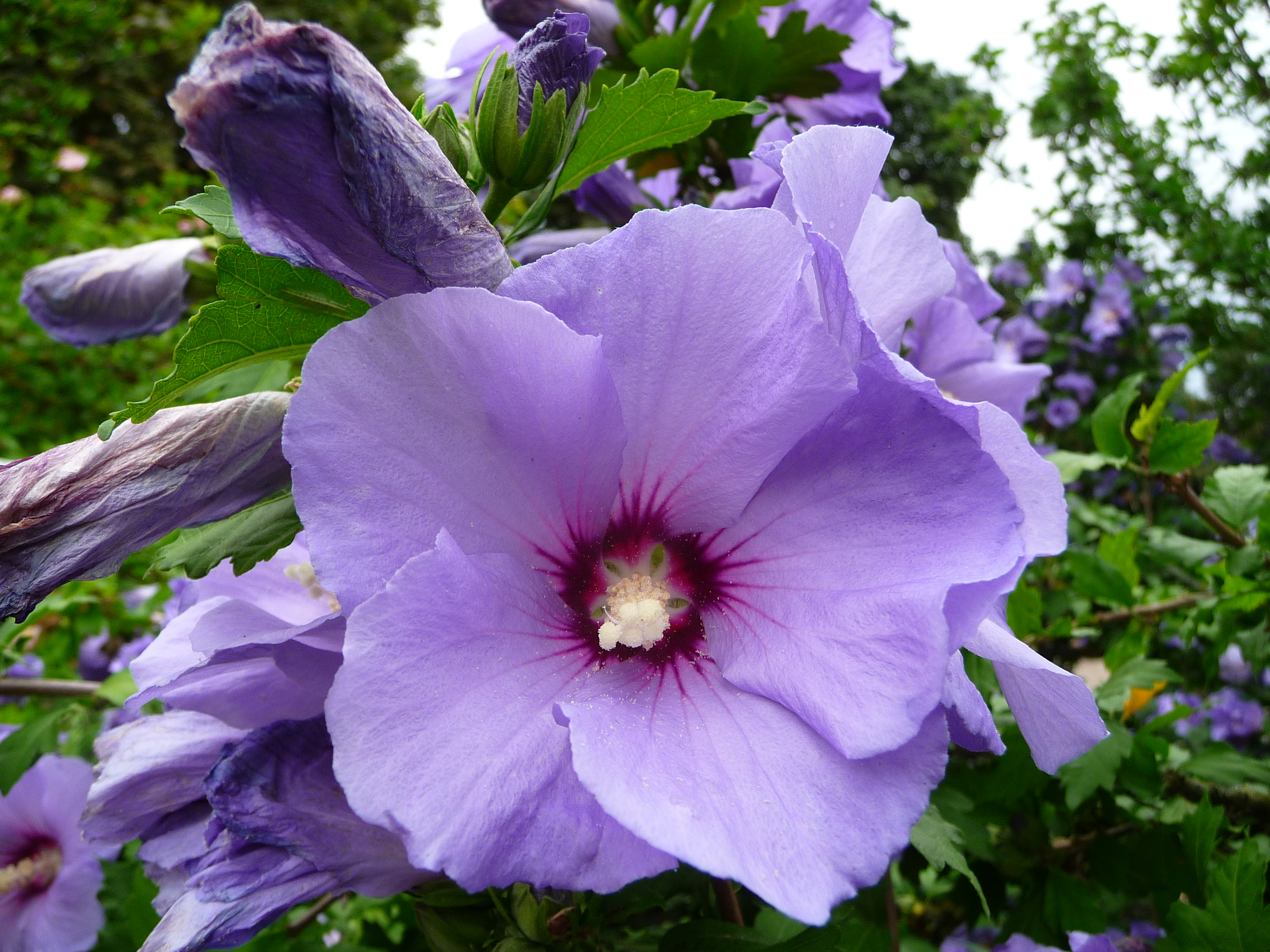
Muguri și flori
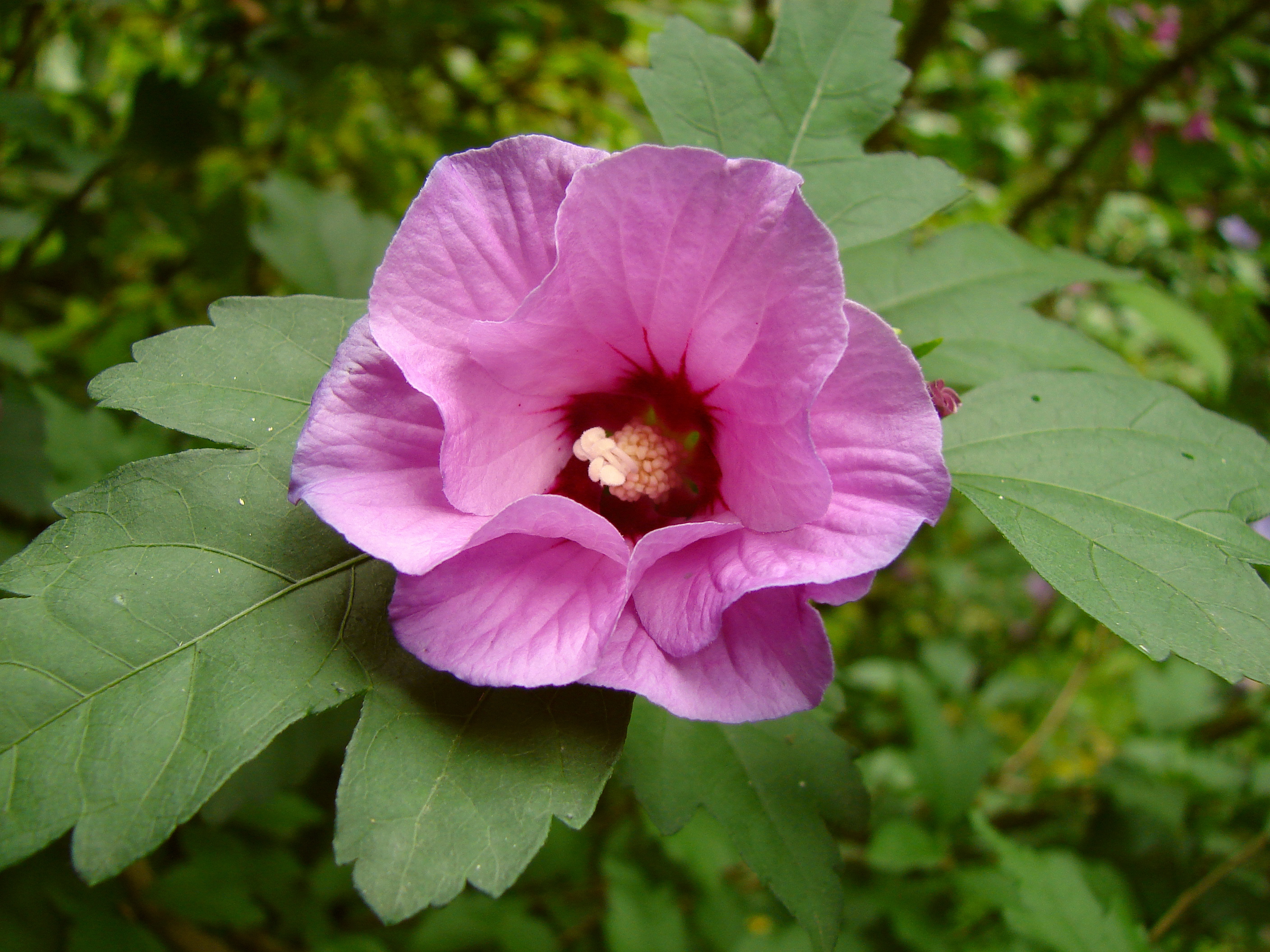
Inflorescență
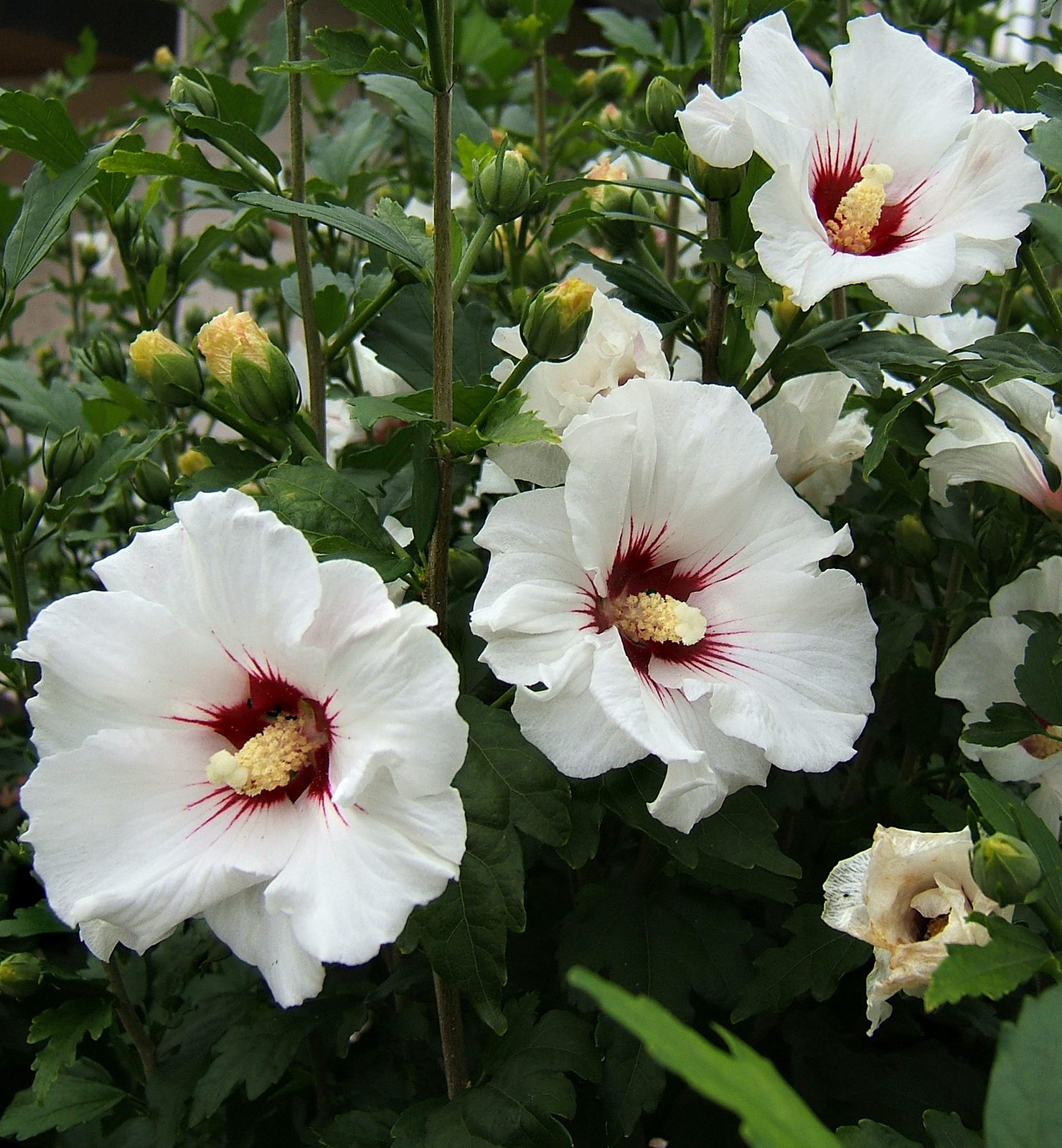
Inflorescențe pe lujeri
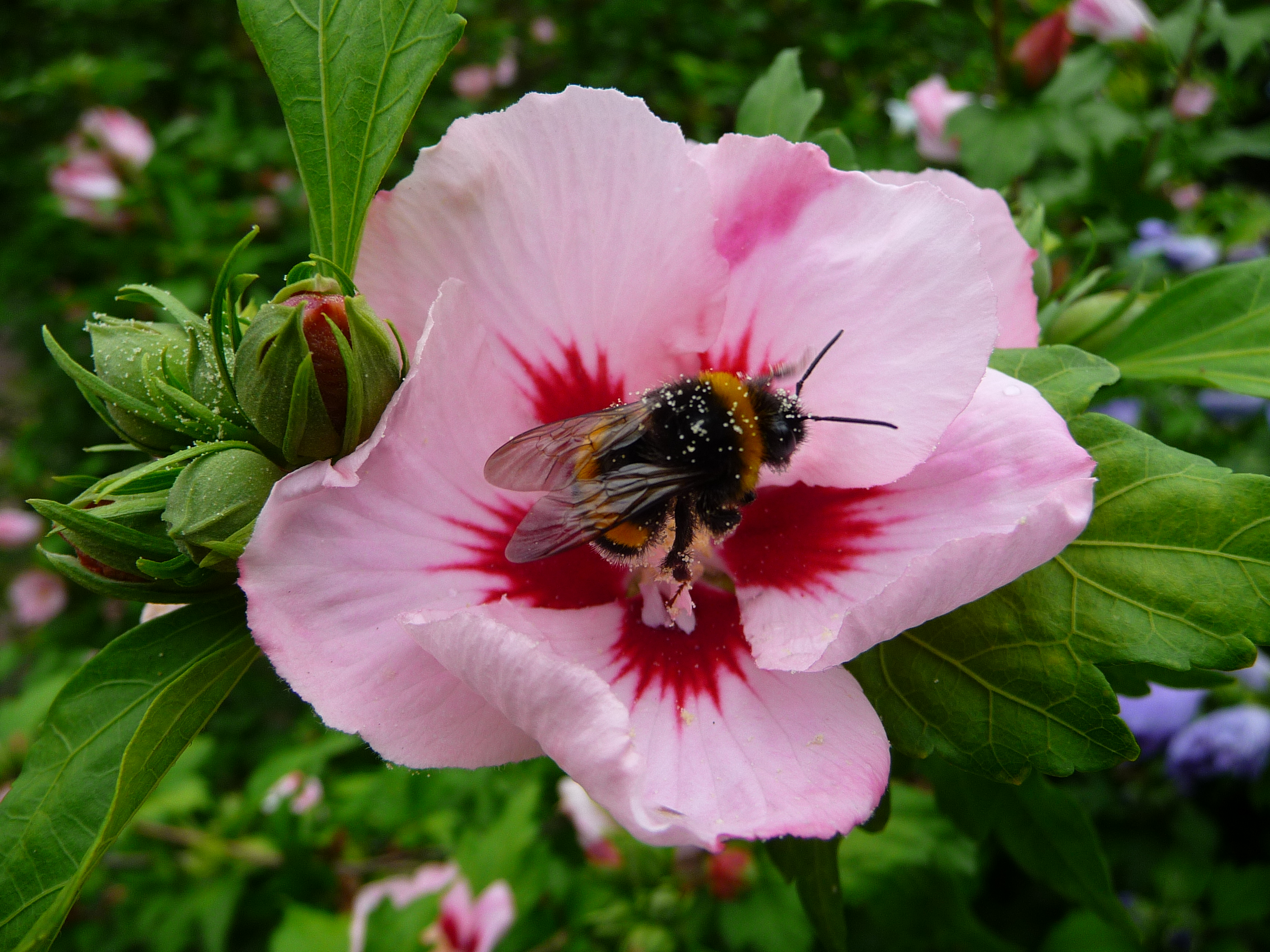
Sursă de nectar pentru numeroase insecte
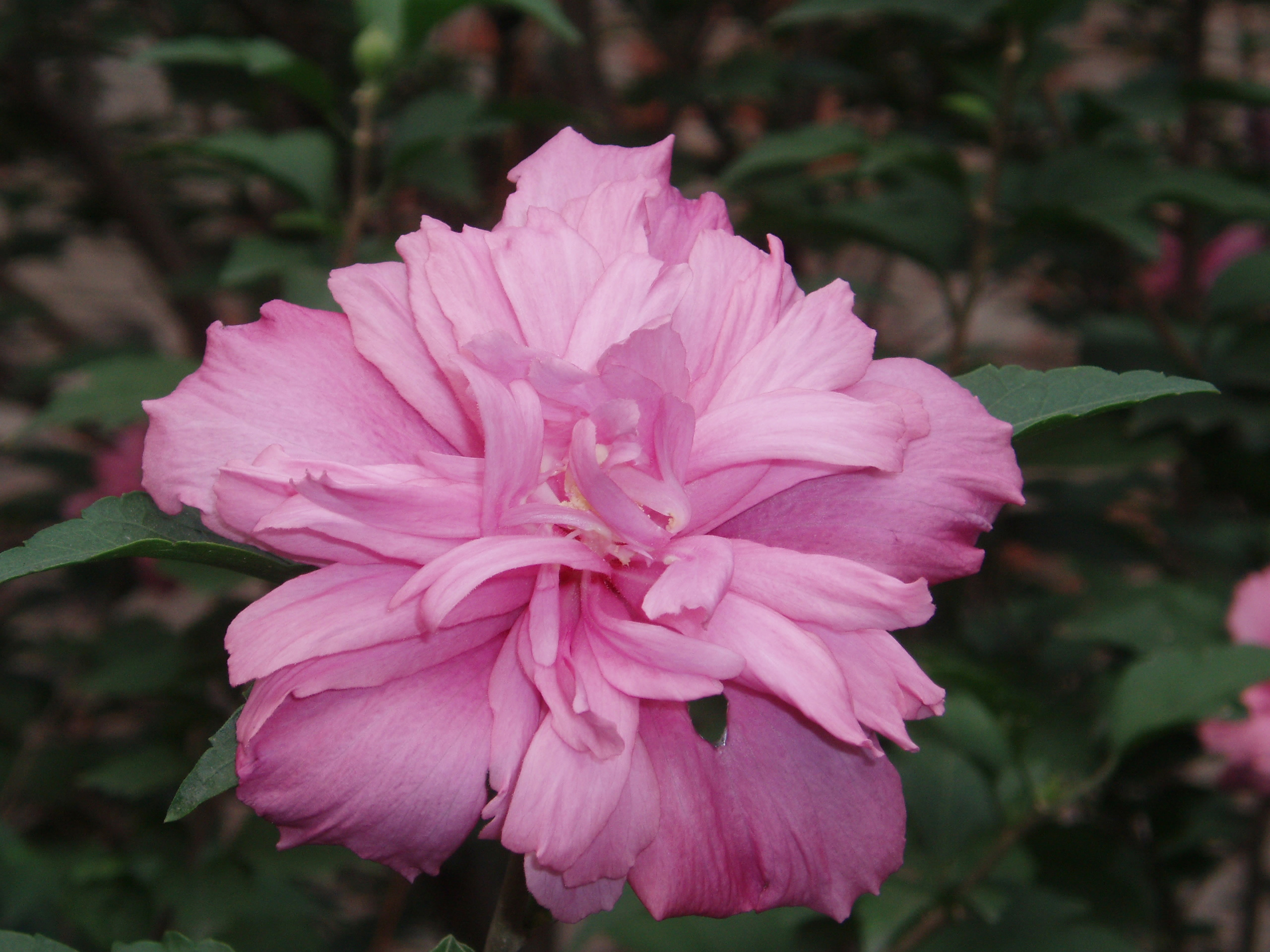
Specie cu flori duble
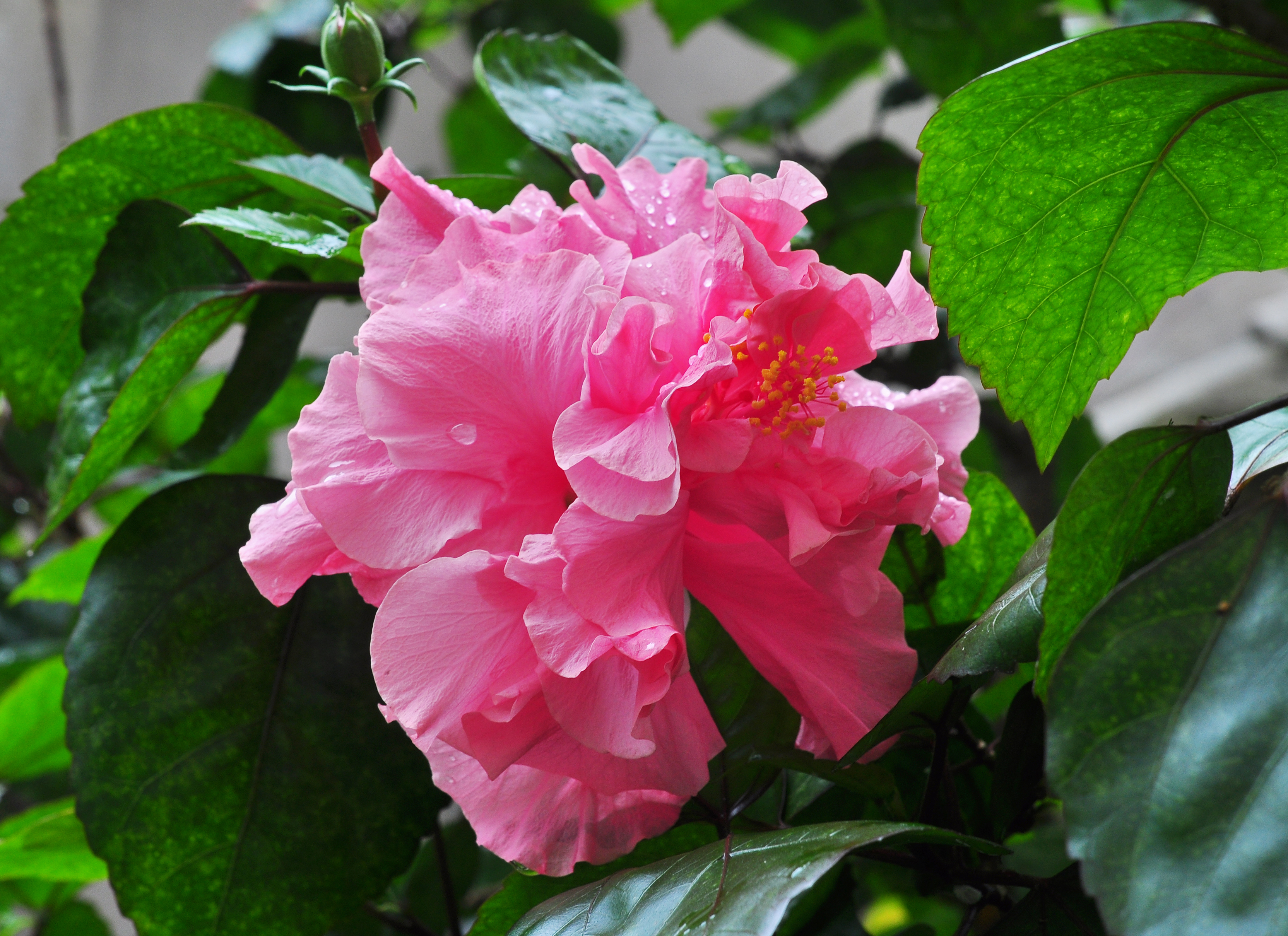
Hibiscus cu flori duble
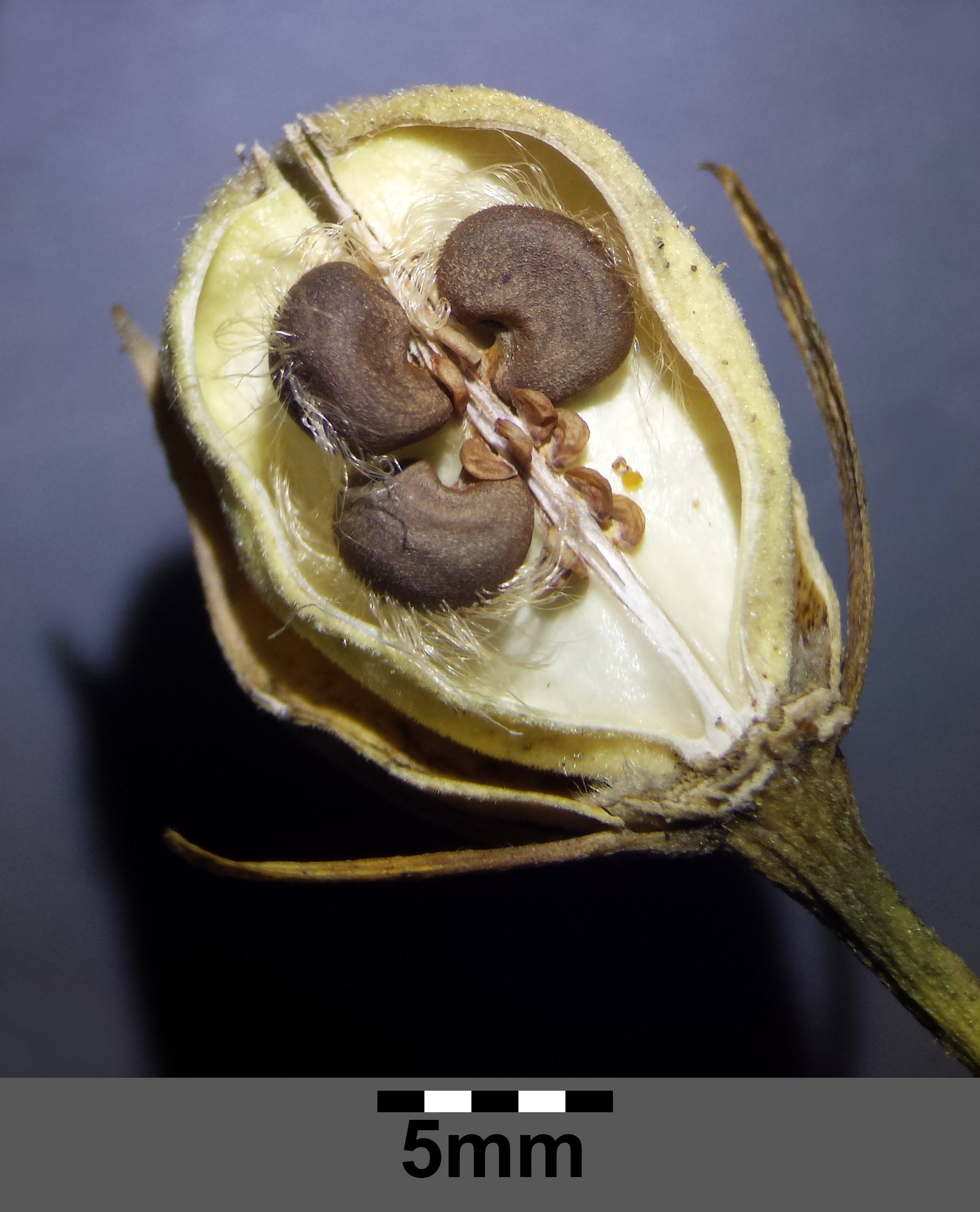
Fructele, capsule dehiscente, cu sămânța păroasă